# Akropolis-Turnier 1994
Die 11. Auflage des Akropolis-Basketball-Turniers 1994 fand zwischen dem 13. und 17. Juni 1994 in Piräus statt. Ausgetragen wurden die insgesamt zehn Spiele im Stadion des Friedens und der Freundschaft.
Neben der gastgebenden Griechischen Nationalmannschaft nahmen auch die Nationalmannschaften aus Jugoslawien, Russland, Argentinien sowie Italien teil. Während es für Argentinien die erste und für die Russen die zweite Teilnahme am Akropolis-Turnier war, nahmen die Italiener zum bereits fünften und die Serben zum vierten Mal teil.
Das Akropolis-Turnier von 1994 ist das bisher einzige an dem fünf, anstatt der sonst üblichen vier, Mannschaften teilnahmen.

## Begegnungen
| 13. Juli 1994 | Griechenland | 73 - 70 | Russland    |
| 13. Juli 1994 | Italien      | 91 - 96 | Jugoslawien |
| 14. Juli 1994 | Griechenland | 78 - 69 | Argentinien |
| 14. Juli 1994 | Italien      | 67 - 72 | Russland    |
| 15. Juli 1994 | Russland     | 92 - 86 | Jugoslawien |
| 15. Juli 1994 | Italien      | 73 - 70 | Argentinien |
| 16. Juli 1994 | Griechenland | 80 - 62 | Italien     |
| 16. Juli 1994 | Argentinien  | 80 - 87 | Jugoslawien |
| 17. Juli 1994 | Griechenland | 65 - 91 | Jugoslawien |
| 17. Juli 1994 | Russland     | 79 - 73 | Argentinien |

## Tabelle
| Rang | Land           | Punkte | Körbe   |
| ---- | -------------- | ------ | ------- |
| 1    | BR Jugoslawien | 7      | 360-328 |
| 2    | Russland       | 7      | 313-299 |
| 3    | Griechenland   | 7      | 296-292 |
| 4    | Italien        | 5      | 293-318 |
| 5    | Argentinien    | 4      | 292-317 |